# Clocușna

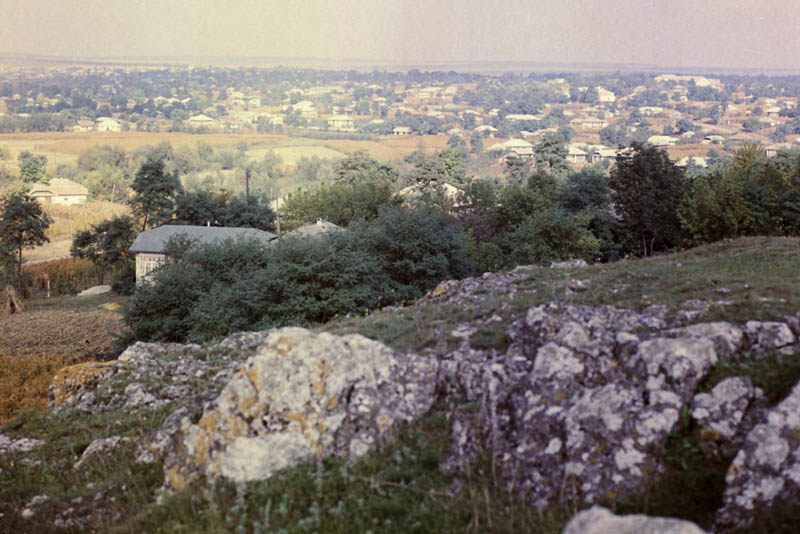
Blick auf Clocușna (1970)

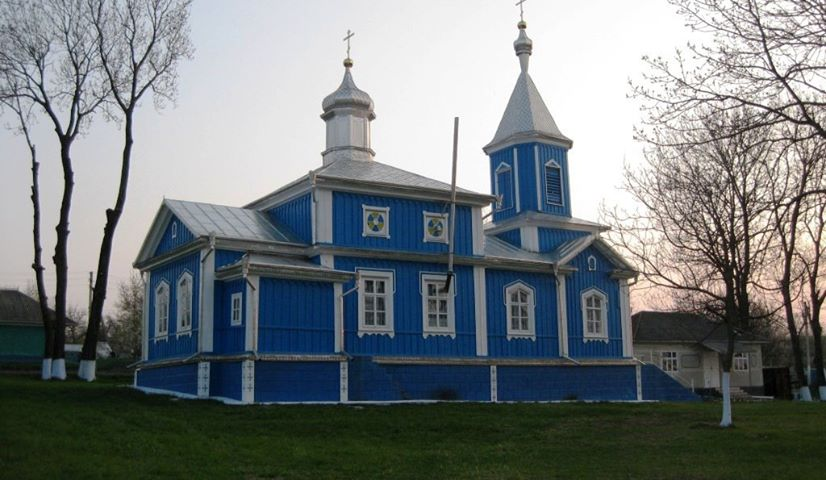
Holzkirche

Clocușna, ehemals russisch Клокушна, ist ein Dorf des Rajon Ocnița im äußersten Nordosten der Republik Moldau an der moldauisch-ukrainischen Grenze. Von dem Dorf bestehen Grenzübergange nach Hwisdiwzi und Sokyrjany in die Ukraine.

## Persönlichkeiten
- Emil Loteanu (1936–2003), moldauisch-russischer Filmregisseur und Theaterschauspieler